# Anartia lytrea
Anartia lytrea (Godart, 1819) è un lepidottero appartenente alla famiglia Nymphalidae. Rappresenta un endemismo dell'isola di Cuba, sebbene alcuni esemplari di questa specie siano stati rinvenuti anche nelle Florida Keys.